# كريل صلب
ايفوزي صلب أو كريل صلب (الاسم العلمي:Stylocheiron robustum) هو نوع من الحيوانات البحرية يتبع جنس ايفوزي قلمي اليد من فصيلة الايفوزية.